# سامرزبای
سامرزبای (به انگلیسی: Sommersby) یک فیلم رمانتیک-دراماتتیک آمریکایی به کارگردانی جان امیل است.

## خلاصه داستان
داستان فیلم دربارهٔ زندگی زوجی با نامهای جک سامرزبای (ریچارد گی‌یر) و ویدو لورل (جودی فاستر) در خلال جنگ داخلی آمریکاست.